# Oscar van Rappard
Oscar Emile ridder van Rappard (ur. 2 kwietnia 1896 w Probolinggo, zm. 18 kwietnia 1962 w Hadze) – holenderski piłkarz grający na pozycji napastnika, a także lekkoatleta (płotkarz). W swojej karierze rozegrał 4 mecze w reprezentacji Holandii.
Jego brat – Harry także był lekkoatletą, olimpijczykiem.

## Kariera piłkarska

### Kariera klubowa
W swojej karierze piłkarskiej van Rappard grał w klubie HBS Craeyenhout.

### Kariera reprezentacyjna
W reprezentacji Holandii van Rappard zadebiutował 28 sierpnia 1920 roku w wygranym 3:0 meczu Igrzysk Olimpijskich w Antwerpii z Luksemburgiem. Na tych igrzyskach zdobył brązowy medal. W kadrze narodowej rozegrał 4 mecze, wszystkie w 1920 roku.

## Kariera lekkoatletyczna
Van Rappard był również płotkarzem. W 1920 roku wziął udział w biegu na 110 metrów przez płotki na Igrzyskach Olimpijskich w Antwerpii (odpadł w eliminacjach), a w 1924 roku wystartował w biegu na 110 metrów (odpadł w półfinale) i biegu na 400 metrów przez płotki (odpadł w eliminacjach) na Igrzyskach Olimpijskich w Paryżu.
Sześciokrotnie ustanawiał rekordy Holandii:
- 17,1 w biegu na 110 metrów przez płotki (12 sierpnia 1917, Haga)[1]
- 16,8 w biegu na 110 metrów przez płotki (18 sierpnia 1918, Amsterdam)[1]
- 16,5 w biegu na 110 metrów przez płotki (18 sierpnia 1918, Amsterdam)[1]
- 16,0 w biegu na 110 metrów przez płotki (14 sierpnia 1921, Amsterdam)[1]
- 15,5 w biegu na 110 metrów przez płotki (1 lipca 1923, Rotterdam)[1]
- 58,4 w biegu na 400 metrów przez płotki (7 września 1924, Amsterdam)[2]

### Rekordy życiowe
- Bieg na 110 metrów przez płotki – 15,5 (1923)
- Bieg na 400 metrów przez płotki – 57,5e (1924)